# CE Manresa
CE Manresa is een Spaanse voetbalclub uit Manresa in de regio Catalonië. De club heeft als thuisstadion het Nou Estadi Municipal del Congost.

## Geschiedenis
CE Manresa werd opgericht in 1906 onder de naam Manresa Football Club. Na een fusie met Catalònia Esports Club in 1916 kreeg de club de huidige naam. In 1930 promoveerde CE Manresa naar de Campionat de Catalunya, waarin destijds ook nog topclubs als FC Barcelona en RCD Espanyol speelden. In het seizoen 1950/1951 speelde CE Manresa voor het eerst in de Tercera División. Enkele jaren later, in 1956, werd de club kampioen van deze divisie. Promotie naar de Segunda División B werd echter via de play-offs niet gehaald. In 1984 bereikte CE Manresa de finale van de Copa Generalitat, de Catalaanse beker. FC Barcelona Amateur, het latere derde elftal van FC Barcelona, won echter na strafschoppen. In 1985 en 1986 stond CE Manresa wederom in de finale en ditmaal won de club wel. In beide jaren werd gewonnen van Terrassa FC. CE Manresa degradeerde in 2008 na vele jaren in de Tercera División naar de Primera Divisió Catalana.  Ook daar eindigden ze tijdens seizoen 2008-2009 laatste en zo daalden ze tot Preferente, het zesde niveau van het Spaanse voetbal.  Einde seizoen 2010-2011 eindigde de ploeg vijfde en kon zich dankzij play offs haar plaats in Primera Divisió Catalana heroveren.  De ploeg eindigde einde seizoen 2011-2012 slechts zeventiende en zo daalde ze terug naar het zesde niveau van het Spaanse voetbal, nu Segunda Divisió Catalana genaamd. Einde seizoen 2013-2014 werd de ploeg kampioen en steeg zo terug naar de Primera Divisió Catalana.  Het vijfde seizoen, 2018-2019 werd de ploeg voor de tweede keer op rij vice-kampioen en kon de promotie naar de Tercera División afdwingen.  Na het overgangsjaar 2020-2021 kwam de ploeg in de Tercera División RFEF terecht, wat eigenlijk een reeks lager was dan voorheen.  Op het einde van het seizoen 2021-2022 werd de ploeg kampioen en dwong zo de promotie naar de Segunda División RFEF af.

## Gewonnen prijzen
- Copa Generalitat: 1985, 1986
- Kampioen Tercera División: 1955/1956

## Bekende spelers
- Estanislao Basora
- Josep Maria Soler
- Joan García